# 김유채
김유채(金裕采, 1943년~)는 제12대 대한민국 공업진흥청장이다. 1995년 12월 23일부터 1996년 2월 8일까지 제12대 대한민국 공업진흥청장으로 재직하였다.

## 생애
1943년 경기도 포천에서 태어났다. 용산고등학교와 서울대학교 기계공학과를 졸업하고 1967년 제3회 기술고시에 합격하여 공무원이 되었다. 건설부, 공업진흥청, 특허청을 거쳐 상공부 기계공업국장과 기초공업국장을 역임했다. 1992년부터는 국립공업기술원장에 내정되었다.
1995년 12월 23일에는 제12대 공업진흥청장에 임명되었다. 취임 당시 공진청 차장이나 무역위 차관보를 거쳐 발탁되는 기존 관례를 벗어난 '파격'이라는 평가가 나왔다. 그러나 몇 달 지나지 않은 이듬해 2월 8일에 청장 자리에서 물러나게 되었고, 대신 생산기술연구원 고문으로 임명되었다. 1997년 3월 3일에는 한국산업기술대학교 설립추진위원장에 발탁되었고, 1998년 3월 개교를 앞두고 초대 총장 자리에 올랐다. 산기대 총장 재직 중이던 1999년 11월 3일에는 제4대 자동차부품연구원장으로 임명되었다.
2000년 2월 28일 중소기업진흥공단 이사장으로 임명되어 2003년 2월까지 임기를 마치고 퇴임했다. 퇴임과 동시에 한국산업인력공단 이사장에 임명되었으며 2004년 3월에는 두산중공업 사외이사로 선임됐다. 2010년경에는 로봇기술 기업인 다사로봇의 사외이사로 재직했다가 2013년~2014년 동부그룹 산하 동부로봇 사외이사로 다시 자리를 옮겼다.